# 卡尔切里圣母圣殿
卡尔切里圣母圣殿（Basilica di Santa Maria delle Carceri）是一座罗马天主教宗座圣殿，位于意大利托斯卡纳大区的普拉托。该堂由朱利亚诺桑加罗设计，是文艺复兴建筑中最早的希腊十字平面设计之一。
传统认为，1484 年 7 月 6 日，位于普拉托公共监狱 (卡尔切里) 墙上的圣母像突然显灵，因此在该地点建造一座教堂来庆祝这一事件。佛罗伦萨共和国领主洛伦佐·德·美第奇 要求他最喜欢的建筑师达·桑加洛来设计。后者受菲利波·布鲁内莱斯基的帕齐小堂和莱昂·巴蒂斯塔·阿尔伯蒂启发，设计了希腊十字平面；桑加罗在圣伯多禄大殿 曾做出相同的设计，后来由米开朗基罗取代。同样的模型启发了他的兄弟老安东尼奥·达·桑加罗在蒙特普齐亚诺的圣比亚焦教堂。
教堂的内部在 1486 年至 1495 年完工，而外部在 1506 年仍未完工。西部的上半部分是在19 世纪末按照桑加罗的设计完成。

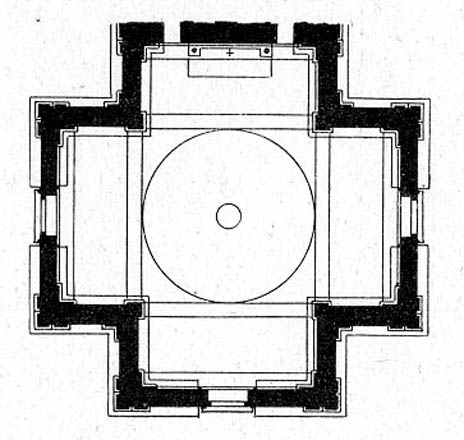
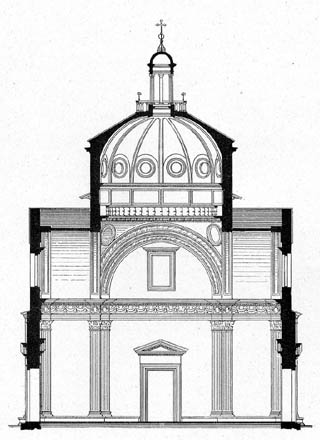
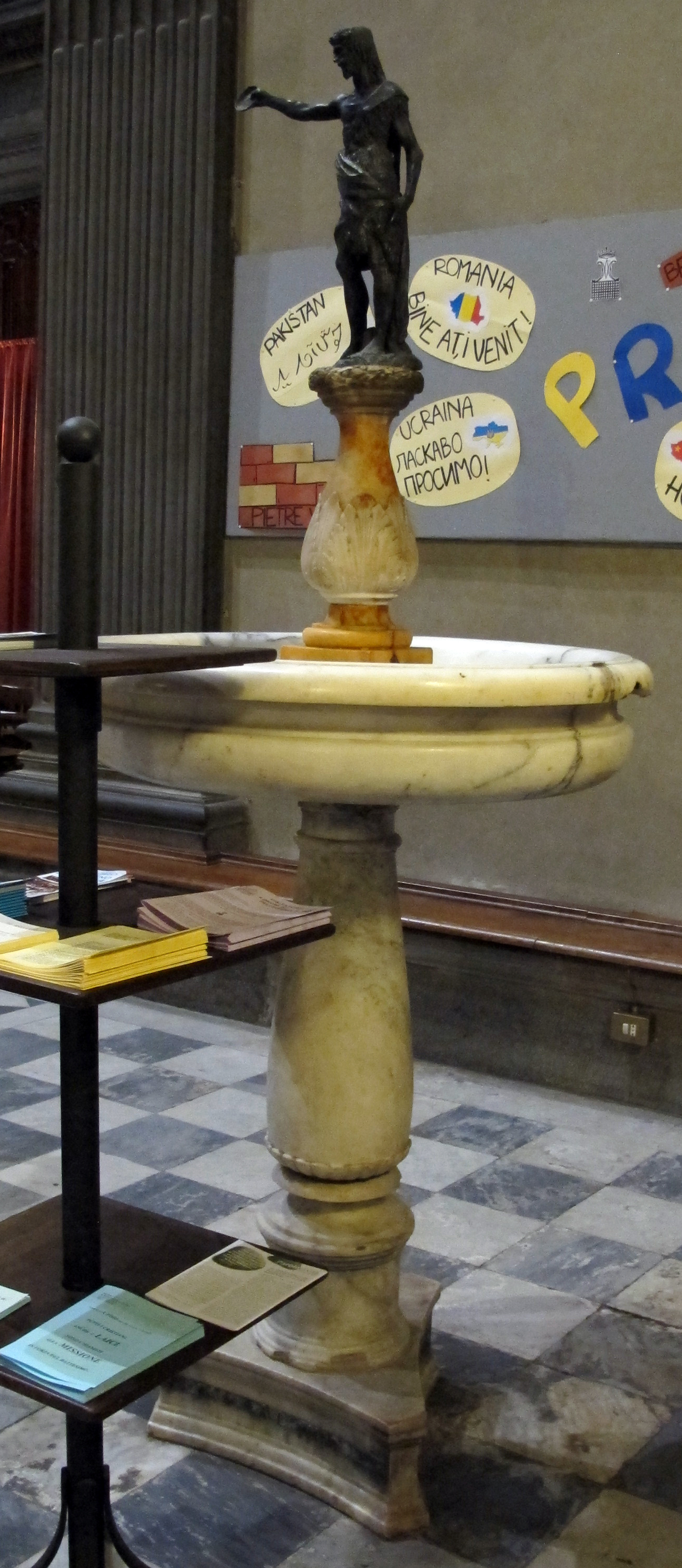
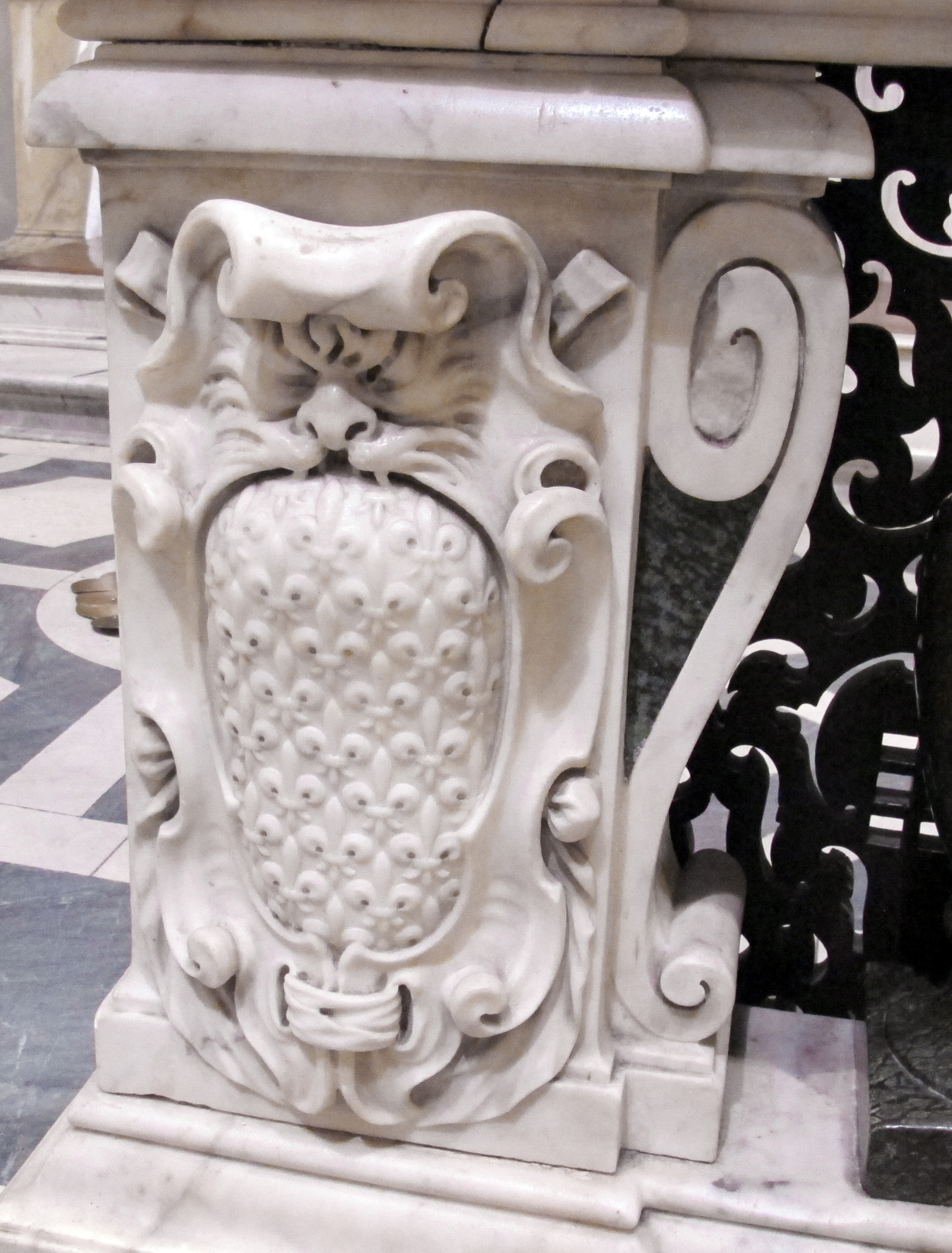
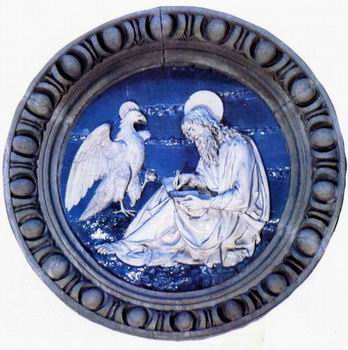
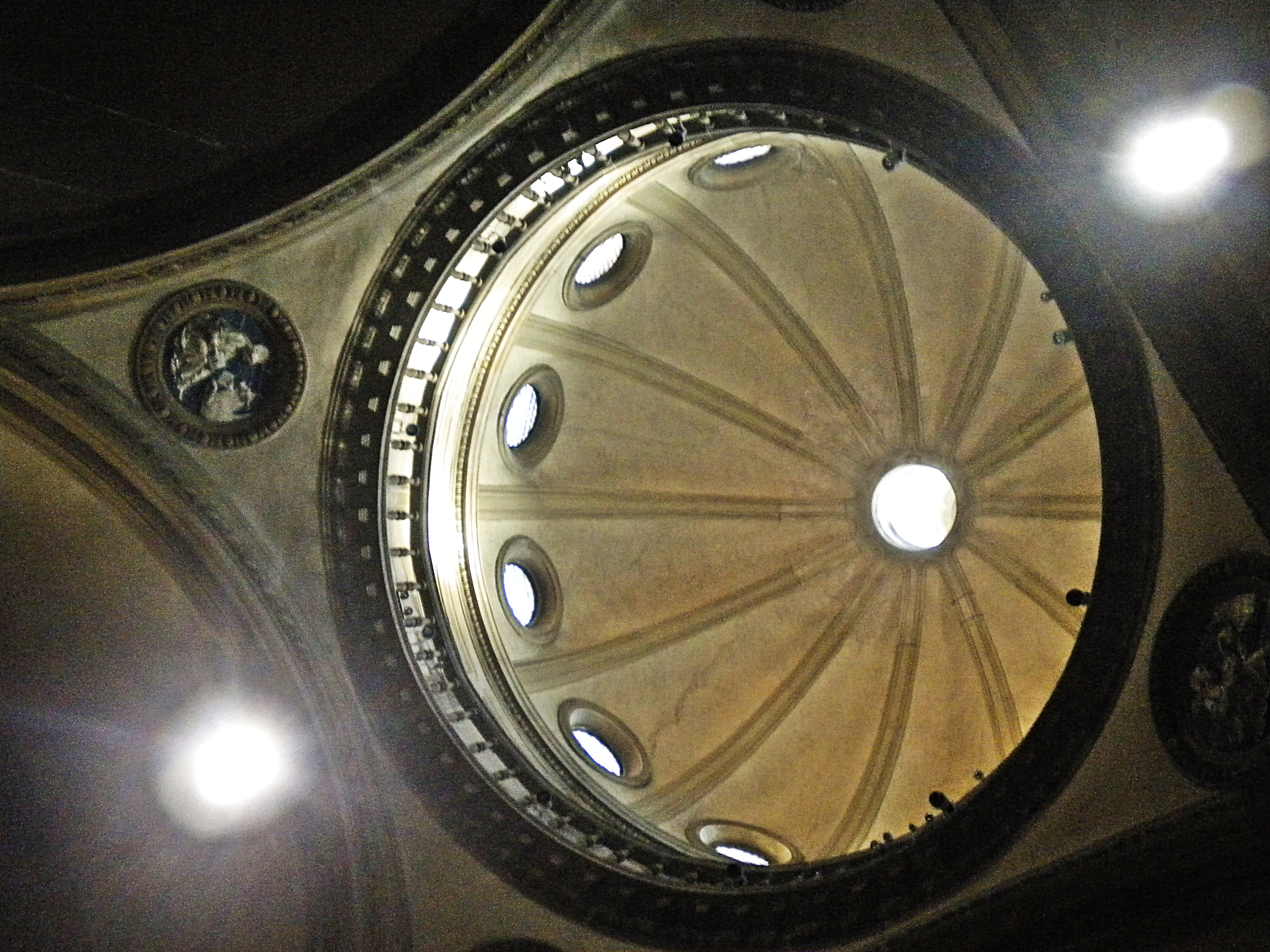